# Platypalpus tectifrons
Platypalpus tectifrons är en tvåvingeart som först beskrevs av Becker 1908.  Platypalpus tectifrons ingår i släktet Platypalpus och familjen puckeldansflugor. Inga underarter finns listade i Catalogue of Life.